# Extrakorporale Stoßwellenlithotripsie

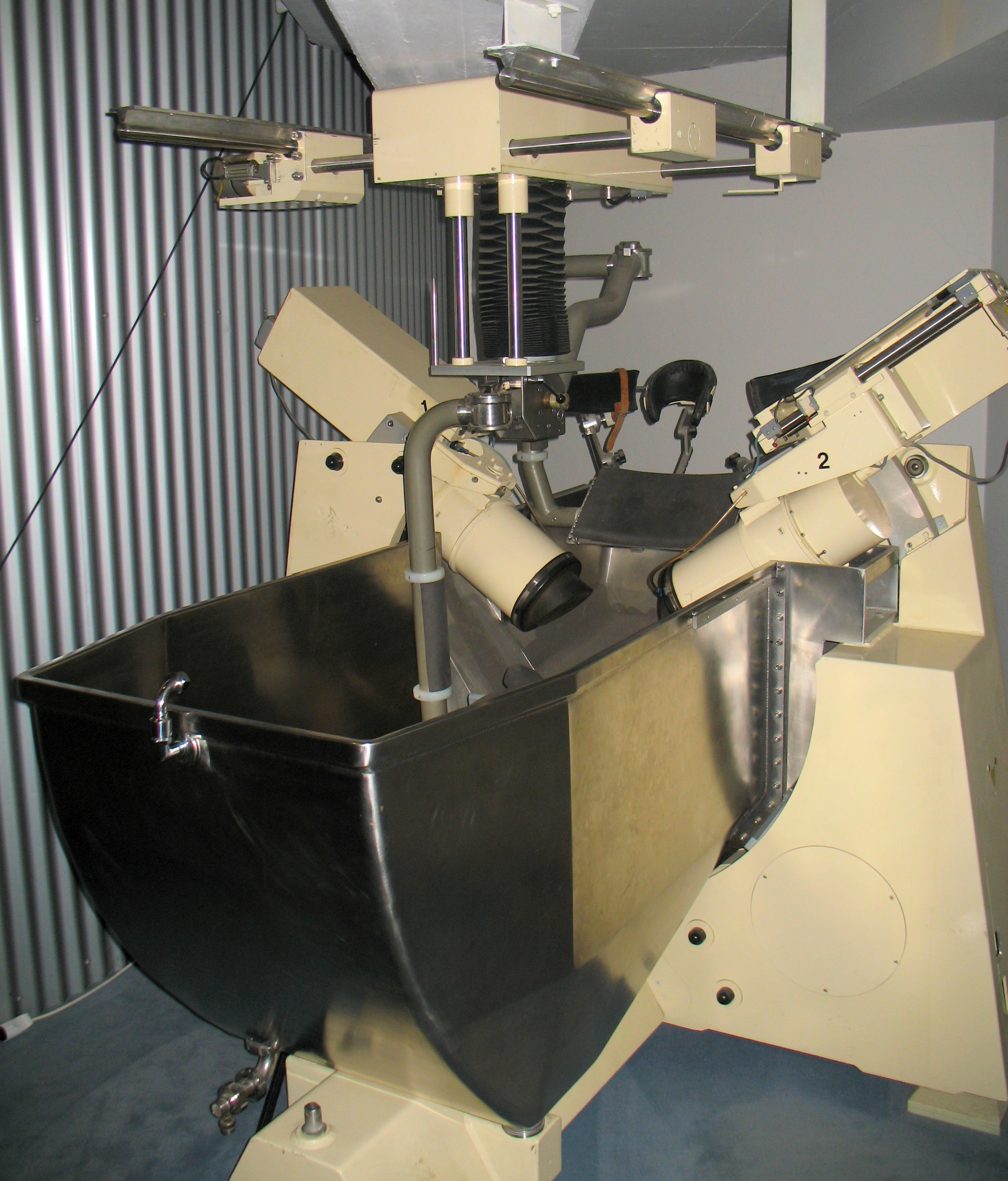
Nierensteinzertrümmerer HM1 (1980)

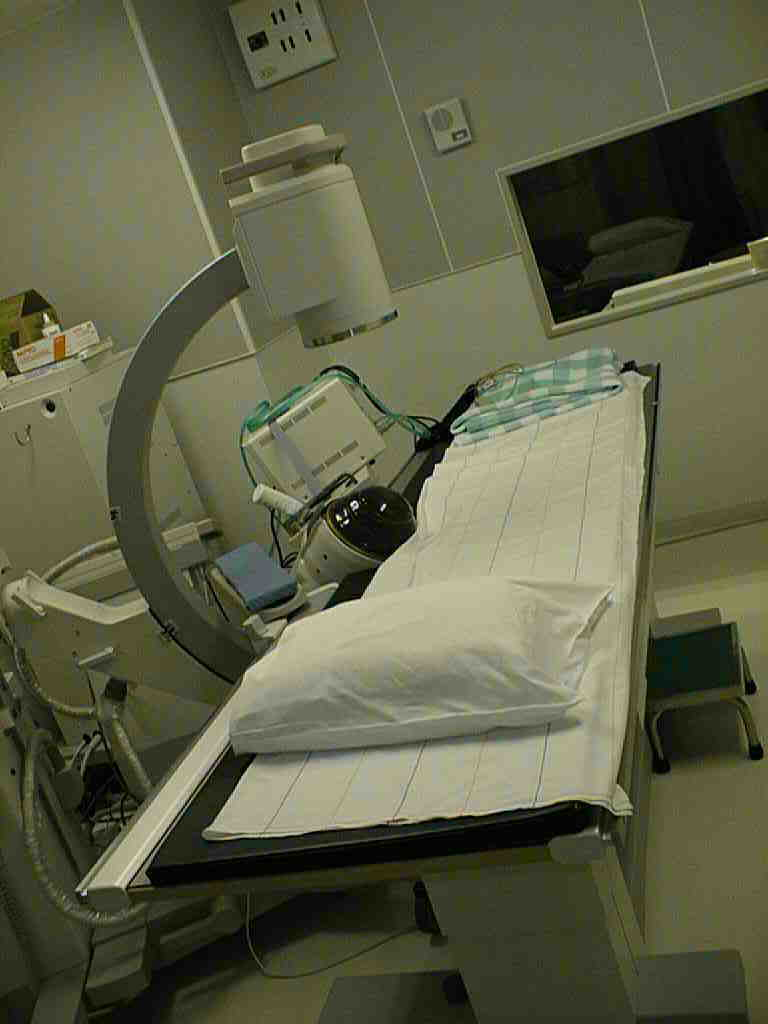
Nierensteinzertrümmerer neuerer Bauart (2005)

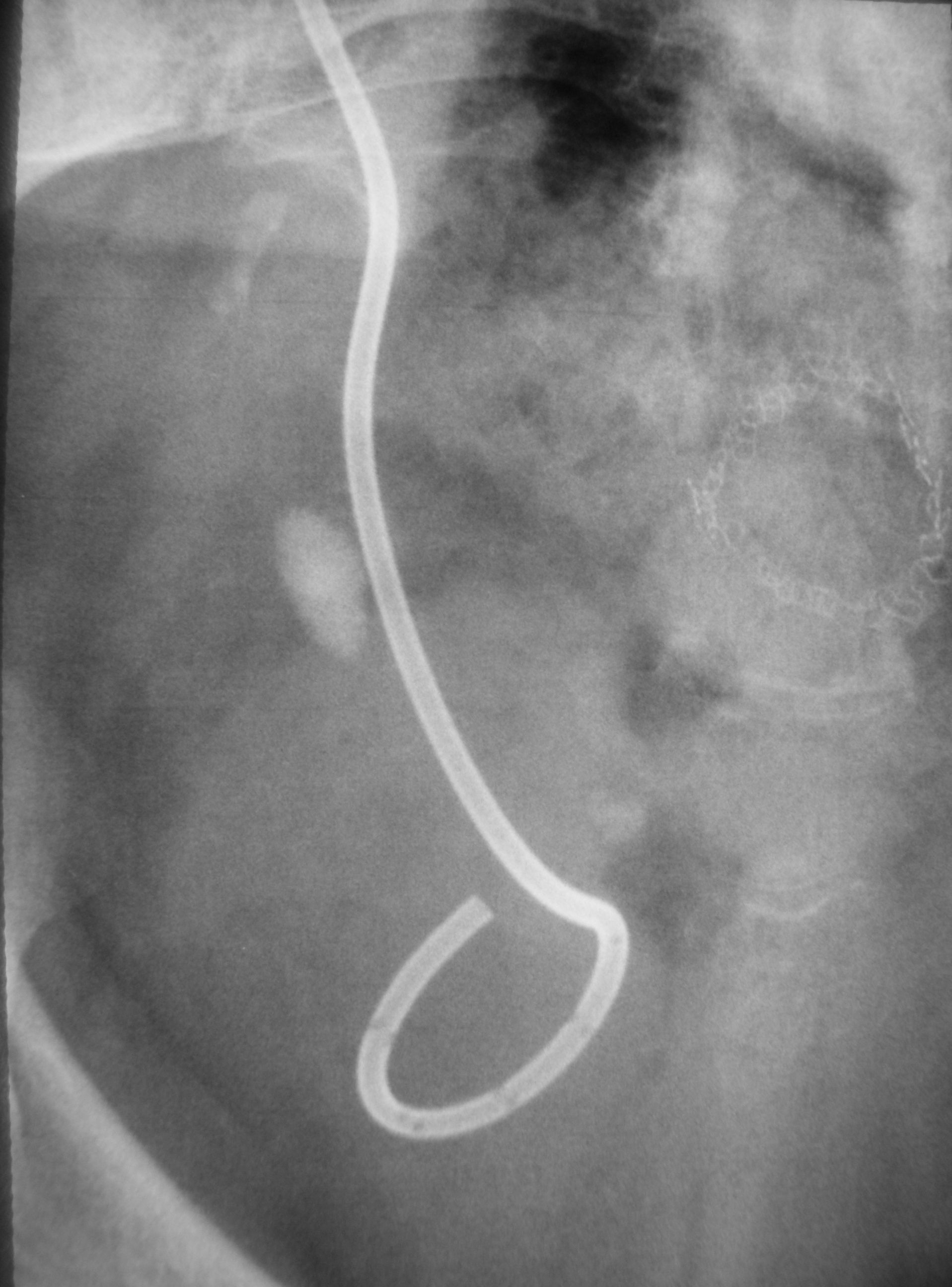
HL Stein nach Sondeneinlage

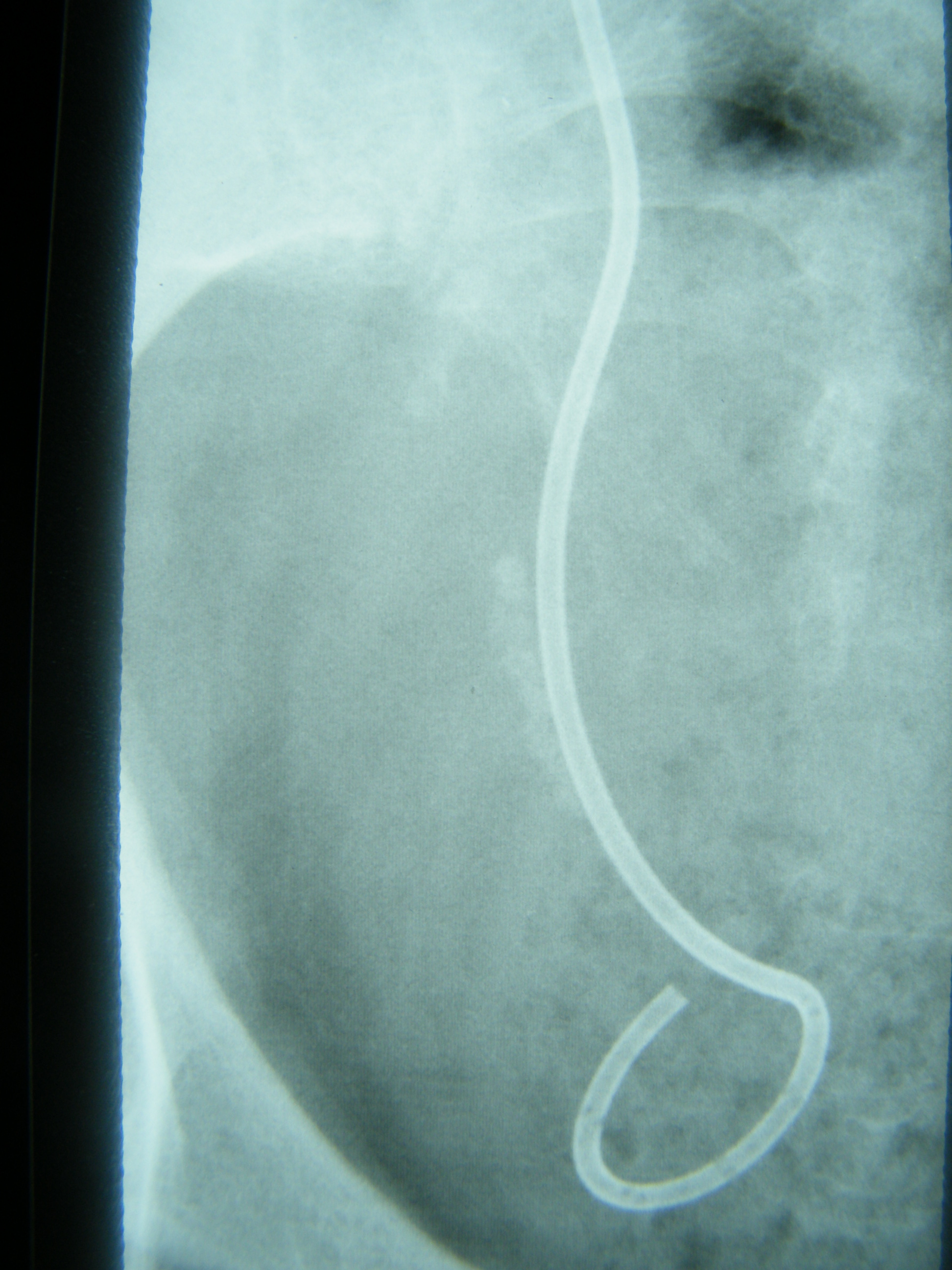
Harnleiterstein nach einmaliger ESWL

Bei der extrakorporalen Stoßwellenlithotripsie (ESWL) handelt es sich um das Zertrümmern von Harnsteinen durch Stoßwellen, die außerhalb des Körpers (extrakorporal) erzeugt werden. Bei Anwendung des Verfahrens der Lithotripsie (von griech. λίθος ‚Stein‘ und τρίβειν ‚reiben‘) als Therapie gegen Nierensteine kann meist auf einen stationären Eingriff verzichtet werden. Neben der Behandlung von Nierensteinen kommt die extrakorporale Stoßwellenlithotripsie auch bei der Behandlung von Speichelsteinen (Sialolithiasis) und Gallensteinen (Cholelithiasis) zum Einsatz.

## Vorgehensweise
Bei der extrakorporalen Stoßwellenlithotripsie wird  der Stein mit  gebündelten Schallwellen so weit zerkleinert, dass die Reste auf natürlichem Wege abgehen können.
Die Behandlungsmethode wurde 1980 erstmals von Ärzten des Universitätsklinikums Großhadern (München, Deutschland) und Ingenieuren und Technikern der Firma Dornier System (Friedrichshafen, Deutschland) erfolgreich durchgeführt (siehe Dornier-Nierensteinzertrümmerer). Beteiligt an der Entwicklung waren die Urologen Christian Chaussy, Ferdinand Eisenberger, der Physiker Bernd Forssmann (Dornier) und der Ingenieur Wolfgang Hepp und am klinischen Test außerdem Dieter Jocham und Egbert Schmiedt (der Leiter der Urologie in München). Weitere Verbreitung fand das Verfahren mit der Einführung des Lithotripter-Geräts HM3 1983 von Dornier.
Während die ersten Geräte (siehe Bild HM 1) noch eine mit Wasser gefüllte Wanne hatten, in der der Patient lag, ähneln die neueren Geräte nun einem modernen Röntgengerät mit nur noch einer Liege. Der Patient liegt auf einem beweglichen Tisch und wird an den Koppelbalg oder dieser an den Patienten herangefahren. Der Koppelbalg besteht aus einer wassergefüllten Silikonhülle, darunter liegt der Stoßwellengenerator. Diese Einheit wird leicht an den Körper des Patienten gepresst, um einen guten Kontakt zum Körper herzustellen.
Zusätzlich wird ein wasserhaltiges Gel zwischen die Oberfläche des Koppelbalges und der Haut gebracht, um einen problemlosen Übertritt der Stoßwelle zu gewährleisten. Während der Behandlung erfasst das Gerät automatisch die Lage des Steines und korrigiert die Position des Patienten, falls sich der Stein während der Stoßwellenbehandlung in der Niere leicht verschiebt. Somit ist sichergestellt, dass sich der Stein immer im Stoßwellenzentrum befindet und umgebendes Gewebe geschont wird.
Bei diesem Verfahren benötigt der Patient keine Vollnarkose, in der Regel wird nur ein leichtes Schmerzmittel intravenös verabreicht, der Patient bleibt ansprechbar.
Gegen den bei der Behandlung entstehenden Lärm (rund 3000 niedrigfrequente Impulse in 30 Minuten) bekommt der Patient einen Gehörschutz. Sehr oft kann diese Behandlung auch ambulant durchgeführt werden. Die Belastung für den Patienten ist gering und durch die gezielte Bündelung der Stoßwellen weniger schmerzhaft als bei den Geräten erster Bauart mit Badewanne.
Außerdem kommen bei neueren Geräten neben Röntgenkameras auch Ultraschallgeräte zur Steineinstellung zum Einsatz. Etablierte Methoden zur Stoßwellenerzeugung sind elektrohydraulische (Funkenstrecke), elektromagnetische und piezoelektrische Generatoren. Heute werden weltweit mehr als 3000 Geräte (Lithotripter) eingesetzt, etwa 90 % aller Nierensteine werden in den Industrieländern auf diese Art zertrümmert. 2008 gab es in Deutschland 21.892 ESWL-Behandlungen.